# Chris Jansen
Christiaan Anton (Chris) Jansen (Bussum, 27 oktober 1966) is een Nederlandse politicus namens de Partij voor de Vrijheid (PVV). Van 2 juli 2024 tot 3 juni 2025 was hij staatssecretaris Openbaar Vervoer en Milieu in het kabinet-Schoof. Eerder was Jansen van 2023 tot 2024 gedeputeerde van Flevoland, en van 2019 tot 2021 Tweede Kamerlid.

## Biografie

### Jeugd, opleiding en niet-politieke carrière
Jansen werd geboren op 27 oktober 1966 in de Noord-Hollandse plaats Bussum als zoon van een moeder die in Indonesië was geboren. Hij heeft één oudere broer.
Hij doorliep het Sint-Vituscollege en studeerde eerst aan de HEAO in Amsterdam en vervolgens bedrijfskundige economie aan de Vrije Universiteit.
Na zijn opleiding werkte Jansen ongeveer twintig jaar in de telecom- en de ICT-sector als account- en salesmanager.

### Almeerse gemeenteraad (2010-2020, 2022-2023)
Jansen besloot naar eigen zeggen de politiek in te gaan in 2009, naar aanleiding van de eerste zaak-Geert Wilders. Hij beschouwde deze rechtszaak als een proces tegen de vrijheid van meningsuiting. Jansen stelde zich voor het eerst verkiesbaar tijdens de gemeenteraadsverkiezingen in 2010 in Almere, en stond daar op plaats zeven op de kandidatenlijst van de PVV. De PVV deed mee in twee gemeenten en voor de eerste keer had de partij kandidaten op gemeentelijk niveau. Jansen werd lid van de Almeerse gemeenteraad op 11 maart 2010. Er waren 179 voorkeurstemmen op Jansen uitgebracht en de PVV won de verkiezingen met negen van de 39 zetels. De partij werd geen onderdeel van het college van burgemeester en wethouders.
Tijdens de volgende verkiezingen in 2014 werd Jansen herkozen, als tweede op de lijst van de PVV. De partij werd wederom de grootste, met evenveel zetels. Geert Wilders hield op de verkiezingsavond een speech, waarin hij het publiek vroeg of zij meer of minder Marokkanen wilden en vervolgens "minder, minder, minder" werd gescandeerd. Een paar dagen later namen alle leden van de Almeerse fractie van de PVV, behalve Jansen, afstand van de toespraak. Jansen zei daaropvolgend, in een interview in het Radio 1 Journaal, dat zijn fractiegenoten door deze actie de partij hadden verlaten, en door zouden moeten gaan onder een andere naam. Dit leidde er vervolgens toe dat Jansen zelf uit de Almeerse PVV-fractie werd gezet. De lijsttrekker van de partij zei dat Jansen zijn eigen weg ging. Twee dagen later werd het geschil opgelost en gingen de negen leden samen in één fractie verder. In augustus 2014 werd Jansen benoemd tot voorzitter van de Almeerse rekenkamer.
Begin 2016 noemde hij de Almeerse burgemeester Franc Weerwind een "flapdrol" op Twitter, nadat Weerwind een bijeenkomst met twee omstreden Islamitische sprekers niet had verboden. Een lokale Almeerse partij wilde vervolgens dat Jansen werd afgezet als voorzitter van de rekenkamer. Een bijkomende reden was dat Jansen het voorgaande jaar onterecht had gesuggereerd dat een voormalige wethouder onder druk was gezet door ambtenaren om niet met een onderzoek van de rekenkamer mee te werken. Jansen had al voor de oproep tot aftreden toegegeven dat dat niet het geval bleek te zijn en zijn excuses aan de gemeenteraad aangeboden. Hij werd niet uit zijn positie gezet, omdat er te weinig steun voor was in de raad. Een termijn als voorzitter duurt normaliter twee jaar, maar vanwege een nog lopend onderzoek bleef hij uiteindelijk aan tot 2017.
Jansen deed wederom mee aan de verkiezingen in 2018 als nummer vier op de kieslijst van de Almeerse PVV. Hij werd herkozen, maar de PVV werd de derde partij in Almere, met zes van de inmiddels 45 gemeenteraadszetels. Vanwege zijn positie als partijleider van de Flevolandse PVV was Jansen ook betrokken bij het samenstellen van de kandidatenlijsten in andere gemeenten van de provincie. Na de verkiezingen werd hij in de coalitieonderhandelingen in Den Helder voorgesteld als wethouder van financiën. Jansen werd niet geselecteerd. Een lokale partij trok zich uit de onderhandelingen terug en Den Helder kreeg een zonder de PVV. Jansen nam afscheid als raadslid tijdens zijn derde termijn op 16 januari 2020, nadat hij lid was geworden van de Tweede Kamer. Na de Tweede Kamer verlaten te hebben nam hij met succes deel aan de gemeenteraadsverkiezingen van 2022 in Almere als de vierde kandidaat van de PVV. Hij werd op 30 maart 2022 beëdigd. Hij stapte op 29 juni van het daaropvolgende jaar op om gedeputeerde te worden.
Naast zijn positie in de Almeerse gemeenteraad was Jansen ook jarenlang lid van de zevenkoppige bestuursraad van de Flevolandse afdeling van de Vereniging van Nederlandse Gemeenten. Zijn laatste jaar in die raad was 2015.

### Provinciale Staten van Flevoland (2011-2020, 2021-2023)
Jansen werd op 10 maart 2011 lid van de Flevolandse Provinciale Staten en bleef daarnaast nog gemeenteraadslid. Hij was verkozen als derde op lijst van de PVV tijdens de Provinciale Statenverkiezingen. De Partij voor de Vrijheid werd derde en kreeg zes zetels. Jansen werd fractievoorzitter in juni 2013, toen Joram van Klaveren zijn zetel inleverde omdat hij zijn werk voor de Provinciale Staten en voor de Tweede Kamer niet meer kon combineren.
Tijdens de volgende verkiezingen in 2015 was Jansen de lijsttrekker van de PVV in Flevoland. Zijn partij behaalde weer zes zetels – alleen minder dan de VVD. Wederom maakte de PVV geen onderdeel uit van de Gedeputeerde Staten. De VVD had als eis voor deelname van de PVV aan de onderhandelingen gesteld dat Jansen afstand moest nemen van de toespraak van Wilders waarin "minder, minder, minder" werd geroepen. Jansen weigerde dit. De uiteindelijk gevormde coalitie kwam ten val in februari 2018, nadat drie van de vier leden van de Gedeputeerde Staten hun ontslag hadden ingediend omdat ze geen vertrouwen meer hadden in het vierde lid, SP'er Ad Meijer. Daarvoor hadden de andere coalitiepartijen geprobeerd om Meijer uit het bestuur te zetten door middel van een motie van wantrouwen in de Provinciale Staten. Deze kreeg echter niet genoeg steun. Jansens partij stemde tegen de motie om, in zijn woorden, te zorgen voor "maximale schade voor het college". Hij noemde het mislukken van de motie achteraf een "droomscenario", omdat het tot de val van het bestuurscollege had geleid. Later in 2018 kwam de commissie Van Geel uit met haar advies om het overschot van grote grazers in de Oostvaardersplassen op te lossen. Jansen sprak zich uit tegen het geadviseerde afschieten van dieren en noemde anticonceptie een beter alternatief.
Jansen werd herkozen in maart 2019 en was wederom lijsttrekker. De PVV werd de op twee na grootste partij met vier zetels. Op 28 januari 2020 legde hij zijn functie neer als Statenlid vanwege zijn nieuwe positie als Tweede Kamerlid. Na zijn lidmaatschap van het nationaal parlement keerde Jansen op 13 oktober 2021 terug in de Provinciale Staten om achtereenvolgens de ziekteverloven van Jan Meindert Keuter en Irene Joosse te vullen. Hij werd wederom fractievoorzitter. Naar aanleiding van plannen om een aanmeldcentrum voor asielzoekers in het dorp Bant te bouwen diende Jansen een motie in om zich uit te spreken tegen zo'n centrum in Flevoland. Een nipte meerderheid stemde voor en het Centraal Orgaan opvang asielzoekers (COA) staakte vervolgens zijn plannen. Jansen was lijsttrekker bij de Provinciale Statenverkiezingen in 2023 en kreeg een nieuwe ambtstermijn. De PVV verloor een van de vier zetels in de Provinciale Staten van Flevoland.

### Tweede Kamer (2019-2021)
Jansen stond op plaats 23 op de kandidatenlijst van de PVV tijdens de Tweede Kamerverkiezingen van 2017. De partij behaalde twintig zetels en Jansen kreeg 382 voorkeurstemmen, waarvan meer dan de helft afkomstig was uit zijn thuisprovincie Flevoland. Dat was onvoldoende om Kamerlid te worden. Hij stond ook op plaats negen op de kieslijst van de PVV tijdens de Eerste Kamerverkiezingen in 2019, maar zijn partij ontving slechts vijf zetels.
In oktober 2019 nam Sietse Fritsma, een Kamerlid namens de PVV, ontslag om een eigen bedrijf op te richten. Hierdoor kwam een zetel vrij voor Jansen. Hij werd beëdigd op 27 november 2019 en gaf aan dat hij van plan was terug te treden van zijn andere politieke posities. Er waren twee mensen voor Jansen in de lijn van opvolging, Karen Gerbrands en Robert Housmans, maar beiden wezen de baan af; Gerbrands was het jaar ervoor afgetreden als Kamerlid en had kritiek op de partij geuit en Housmans was kort daarvoor lid van de Gedeputeerde Staten van Limburg geworden. Jansen was in de Tweede Kamer samen met partijgenoot Fleur Agema woordvoerder op het gebied gezondheidszorg en hij was lid van de commissies voor de Verzoekschriften en Burgerinitiatieven en voor Volksgezondheid, Welzijn en Sport.
Toen de eerste gevallen van COVID-19 werden vastgesteld in Nederland tijdens de pandemie in 2020, vond Jansen dat de overheid meer maatregelen moest nemen om het virus in te dammen. Hij wees op het feit dat andere Europese landen meer actie hadden ondernomen en zei dat minister Bruno Bruins vooruit moest denken in plaats van alleen luisteren naar experts. Daarnaast beschuldigde hij het kabinet ervan mogelijke scenario's achter te houden.
Bij de Tweede Kamerverkiezingen 2021 was hij de 21e kandidaat van de PVV en behaalde 338 stemmen. Omdat de partij zeventien zetels kreeg, moest hij op 30 maart 2021 de Tweede Kamer verlaten.

### Gedeputeerde Staten van Flevoland (2023-2024)
Na de verkiezingen presenteerden de BoerBurgerBeweging, VVD, ChristenUnie, SGP en de PVV het provinciaal akkoord. Jansen stapte uit de provinciale staten om op 29 juni 2023 gedeputeerde voor Economische Zaken en Hoger Onderwijs te worden binnen de Gedeputeerde Staten van Flevoland. Toen hij voorafgaand aan zijn benoeming werd gevraagd naar zijn eerdere anti-islam uitspraken, zei Jansen hiervan geen afstand te doen maar wel te beloven deze niet weer te doen als bestuurder.

### Staatssecretaris (2024-2025)
Jansen werd in het Kabinet-Schoof staatssecretaris Openbaar Vervoer en Milieu. Hij kwam als staatssecretaris in opspraak op 23 september 2024 nadat hij bij de uitzending van Goedemorgen Nederland verklaarde achter de "minder Marokkanen"-uitspraak van Geert Wilders te blijven staan. GroenLinks-PvdA-Kamerlid Habtamu de Hoop eiste vervolgens dat Jansen de uitspraak terugnam. Op aandringen van premier Dick Schoof erkende Jansen dat hij deze privémening niet had mogen delen, maar volgens De Hoop gaf Jansen nog wel te kennen dat hij als mens nog wel achter deze uitspraak stond.
Op 3 juni 2025 trad Jansen af als staatssecretaris, als gevolg van een coalitiecrisis omtrent asielmaatregelen en de daarop volgende val van het kabinet.

## Politieke standpunten
In de gemeente pleitte Jansen onder andere voor meer woningen, een hogere onderwijskwaliteit en betere toegankelijkheid van sport. Gedurende zijn politieke carrière heeft hij zich uitgesproken tegen islamisering en de bouw van nieuwe moskeeën in Almere. Verder opperde hij het intrekken van het Nederlands paspoort van criminele migranten met een dubbele nationaliteit.
Jansen is ook kritisch op de bestedingen van de overheid; hij wilde geen verhoging van cultuursubsidies in Flevoland, was het oneens met het uitgeven van €470 miljoen aan de ontwikkeling van Nationaal Park Nieuw Land en heeft kritiek geuit op milieusubsidies voor de vele windmolens in zijn provincie. Hij erkent het bestaan van klimaatverandering, maar noemt het een natuurlijk proces dat al gedurende de gehele geschiedenis gaande is en ontkent dat menselijke activiteiten grote invloed zouden hebben op het klimaat. Jansen is van mening dat maatregelen tegen klimaatverandering zoals de energietransitie te duur zijn.
Hij vroeg om meer transparantie omtrent de overheidsbijdrage aan de Floriade 2022 in Almere. Bovendien heeft hij de gemeenteraad ervan beschuldigd uitgaven aan de landbouwtentoonstelling in andere voorstellen te hebben gestopt om zo de totale bijdragen kleiner te laten lijken.

## Privéleven
Jansen is getrouwd, hij en zijn vrouw hebben twee kinderen. Volgens zijn partijprofiel woont hij in Almere sinds 1998.
- Parlement.com: vkaqavsckjh4